# Camilo José Cela
Camilo José Cela Trulock, 1º. Marquês de Iria Flavia (Padrón, 11 de maio de 1916 — Madrid, 17 de janeiro de 2002) foi um escritor espanhol.
Ele ofereceu seus serviços como informante para o regime de Franco e mudou-se voluntariamente de Madrid para a  Galiza durante a Guerra Civil, a fim de se juntar às forças franquistas.
Foi membro da Real Academia Espanhola desde 1957 até à sua morte. Recebeu o Nobel de Literatura de 1989.

## Biografia
Começou o curso de Medicina na Universidade Complutense e assistiu a algumas aulas de Filosofia e Letras na Universidade de Madrid.
Lutou na Guerra Civil, integrado no exército nacionalista de Francisco Franco, até que foi ferido por uma granada errante, tendo aí terminado a sua vida militar. Uma vez finda a guerra, dedicou-se ao jornalismo e ocupou vários empregos de carácter essencialmente burocrático, entre os quais o de censurador, que mais tarde o faria ser bastante criticado.
Em 1944 casou com Rosario Conde Picavea, com quem teve um filho, Camilo José Cela Conde, nascido em 1946.
No meio de um panorama caracterizado pela abundância de romances de escassa capacidade renovadora, em 1942 se produz um acontecimento de singular importância literária: a publicação de A família de Pascual Duarte (uma dura história ambientada num pequeno povoado: reflecte o mundo popular e campesino e a seres primitivos, de instintos primários e grandes paixões, onde destacam o ódio e a violência). Escrita com uma prosa brutal e crua, foi todo um acontecimento e deu lugar mesmo a uma corrente, conhecida como «Tremendismo». 
Em 1943, Pavilhão de repouso, sucessão de monólogos dos tuberculosos de um sanatório, aprofunda a linha existencialista, que em A família de Pascoal Duarte se tinha manifestado na caracterização da vida como algo absurdo. 
Em 1948, Viagem a Alcarria descrevia, ainda que sem excessiva crueza, um mundo rural atrasado e marginalizado, semelhante ao de A família de Pascual Duarte.
A colméia, a obra mais importante de Cela, inaugura o realismo social dos anos cinquenta. Seria editado em 1951 em Buenos Aires, já que a censura tinha proibido sua publicação na Espanha por causa de suas passagens eróticas.
Sempre inquieto e desejoso de procurar novos caminhos narrativos, sua seguinte novela, Mrs. Caldwell fala com seu filho (1953), afasta-se do realismo para mergulhar na mente de uma louca que dialoga com seu filho morto. 
Depois de um longo parêntese, em 1969 publica São Camilo 1936, novela experimental que, mediante um único monólogo interior, oferece uma descrição surrealista do primeiro dia da guerra civil num bordel de Madri. 
Entre suas últimas novelas destacam Mazurca para dois mortos (1983), ambientada na Galiza, e Cristo contra Arizona (1994), que continua sua linha experimentalista. Sua última obra publicada é Madeira de lei, e tem como argumento a vida dos pescadores da Costa da Morte.

### Herança
Quando o escritor morreu em 2002, foi declarado insolvente. Na verdade, não o era. A sua fortuna real está em 2012 avaliada em oito milhões de euros, mas na altura foi a forma encontrada pela sua segunda mulher, Marina Castaño – com a conivência do próprio escritor – para deserdar o filho deste, Camilo José Cela Conde.
Em 2010, um tribunal decretou que Marina Castaño entregasse cinco milhões de euros ao herdeiro de Cela, mas a ex-jornalista recorreu da sentença. Em 2012 um juiz deu razão ao filho.

## Obras

### Narrativa
- La familia de Pascual Duarte (1942)
- Pabellón de reposo (1943)
- Nuevas andanzas y desventuras de Lazarillo de Tormes (1944)
- Viaje a la Alcarria (1948)
- La colmena (1951)
- Mrs Caldwell habla con su hijo (1953)
- La catira (1955)
- Judíos, moros y cristianos (1956)
- Tobogán de hambrientos (1962)
- Viaje al Pirineo de Lérida (1965)
- San Camilo 1936 (1969)
- Ofício de trevas 5 - no original Oficio de tinieblas 5 (1973)
- Rol de cornudos (1976)
- Mazurca para dois mortos - no original Mazurca para dos muertos (1984). Prémio Nacional de Literatura (Espanha); Prémio D. Dinis (Fundação da Casa de Mateus).
- Izas, rabizas y colipoterras. Drama con acompañamiento de cachondeo y dolor de corazón (1984)
- Nuevo viaje a la Alcarria (1987)
- Cristo versus Arizona (1988)
- Memorias, entendimientos y voluntades (1993)
- El asesinato del perdedor (1994)
- La cruz de San Andrés (1994). Prémio Planeta.
- Madera de Boj (1999)

### Poesia
- Pisando la dudosa luz del día (1945)
- Poesía completa (1996)

- Epistolário:
Retorno a Iria Flavia, Alvarellos Editora Técnica